# سیارک ۳۲۲۰
سیارک ۳۲۲۰ (به انگلیسی: 3220 Murayama، نامگذاری:1951WF) سه هزار و دویست و بیستمین سیارک کشف شده‌است که در ۲۲ نوامبر ۱۹۵۱ و در نیس کشف شد.
قدر مطلق سیارک برابر ۱۲٫۹۰ است.